# يان بوتير (رجل أعمال)
يان بوتير (بالإنجليزية: Ian Potter)‏ هو شخصية أعمال أسترالي، ولد في 1902، وتوفي في 1994.